# Almo Coppelli

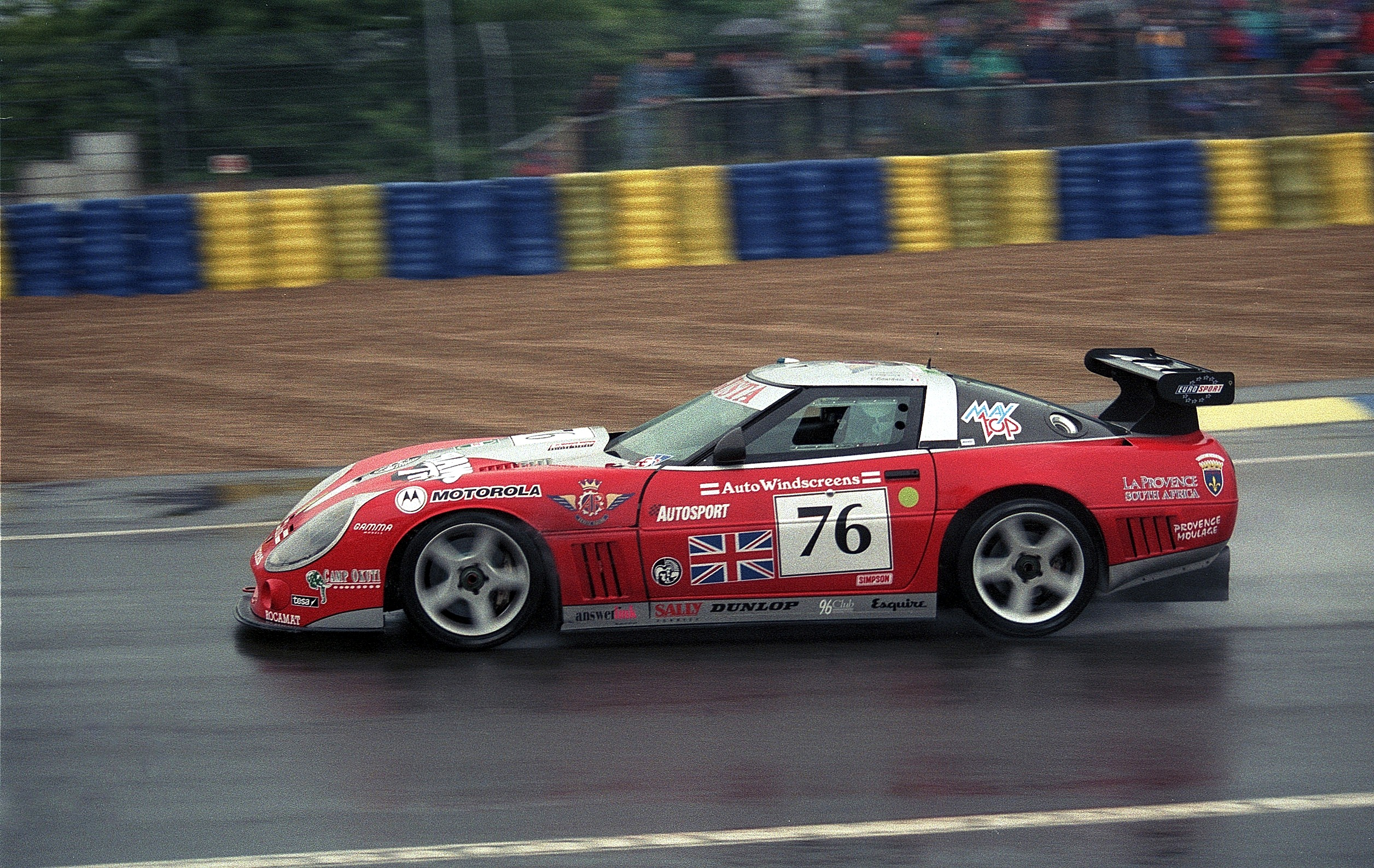
Die Callaway Corvette SuperNatural von Patrick Bourdais, Thorkild Thyrring und Almo Coppelli beim 24-Stunden-Rennen von Le Mans 1995

Almo Coppelli (* 22. Februar 1958 in Mailand) ist ein ehemaliger italienischer Autorennfahrer.

## Karriere
Almo Coppelli begann seine Karriere 1978 in der Formel Ford. Weitere Monoposto-Versuche in den Rennformeln 3 und Renault blieben weitgehend erfolglos.
Ab 1984 ging Coppelli bei Sportwagenrennen an den Start. In der Sportwagen-Weltmeisterschaft 1984 fuhr er einen Alba AR2 in der Gruppe-C2-Wertung, in der auch die Gesamtwertung für sich entschied. In den folgenden Jahren wurde er zum regelmäßigen Starter bei internationalen Sportwagenrennen und ging für verschiedene Rennställe an den Start. In den Vereinigten Staaten fuhr er für das Team von Giampiero Moretti, in Europa unter andern für Spice Engineering, Kremer Racing und in den 1990er-Jahren für die Rennmannschaft von Riccardo Agusta. In Le Mans war er elfmal am Start; mit der besten Platzierung 1992, als er Elfter in der Gesamtwertung wurde.
Coppelli blieb bis 2009 aktiv (die letzten Jahre ging er in der britischen GT-Meisterschaft an den Start) und trat mit Ende der Saison vom Rennsport zurück.

## Statistik

### Le-Mans-Ergebnisse
| Jahr | Team                    | Fahrzeug                       | Teamkollege      | Teamkollege       | Platzierung     | Ausfallgrund              |
| ---- | ----------------------- | ------------------------------ | ---------------- | ----------------- | --------------- | ------------------------- |
| 1984 | Scuderia Jolly Club     | Alba AR2                       | Guido Daccò      | Davide Pavia      | Rang 19         |                           |
| 1985 | Kreepy Krauly Racing    | March 85G                      | Graham Duxbury   | Christian Danner  | Rang 22         |                           |
| 1988 | Spice Engineering       | Spice SE88C                    | Eliseo Salazar   | Thorkild Thyrring | Ausfall         | Motorschaden              |
| 1991 | Veneto Equipe           | Lancia LC2                     | Luigi Giorgio    |                   | nicht klassiert |                           |
| 1992 | Porsche Kremer Racing   | Porsche 962C                   | Charles Rickett  | Robin Donovan     | Rang 11         |                           |
| 1993 | Porsche Kremer Racing   | Porsche 962C                   | Steve Fossett    | Robin Donovan     | Ausfall         | Defekt an der Benzinpumpe |
| 1994 | Agusta Racing Team      | Venturi 600LM                  | Riccardo Agusta  | Michel Krine      | Ausfall         | Wagenbrand                |
| 1995 | Agusta Racing Team      | Callaway Corvette SuperNatural | Patrick Bourdais | Thorkild Thyrring | Ausfall         | Unfall                    |
| 1996 | Agusta Racing Team Ltd. | Callaway Corvette              | Riccardo Agusta  | Patrick Camus     | Ausfall         | Kupplungsschaden          |
| 1997 | Agusta Racing Team Ltd. | Callaway Corvette LM-GT        | Riccardo Agusta  | Éric Graham       | Ausfall         | Zündungsschaden           |
| 1998 | Kremer Racing           | Kremer K8 Spyder               | Riccardo Agusta  | Xavier Pompidou   | Rang 12         |                           |

### Sebring-Ergebnisse
| Jahr | Team                  | Fahrzeug    | Teamkollege | Platzierung | Ausfallgrund |
| ---- | --------------------- | ----------- | ----------- | ----------- | ------------ |
| 1991 | Spice Engineering USA | Spice SE90P | Jay Hill    | Rang 15     |              |

### Einzelergebnisse in der Sportwagen-Weltmeisterschaft
| Saison | Team                                 | Rennwagen                               | 1   | 2   | 3   | 4   | 5   | 6   | 7   | 8   | 9   | 10  | 11  |
| ------ | ------------------------------------ | --------------------------------------- | --- | --- | --- | --- | --- | --- | --- | --- | --- | --- | --- |
| 1984   | Jolly Club                           | Alba AR2                                | MON | SIL | LEM | NÜR | BRH | MOS | SPA | IMO | FUJ | KYA | SAN |
| 1984   | Jolly Club                           | Alba AR2                                | DNF | 12  | 19  | DNF | 15  | 3   | 15  | DNF | DNF |     |     |
| 1985   | Carma FF Kremer Racing Krauly Racing | Alba AR2 Porsche 956 March 85G Alba AR6 | MUG | MON | SIL | LEM | HOK | MOS | SPA | BRH | FUJ | SEL |     |
| 1985   | Carma FF Kremer Racing Krauly Racing | Alba AR2 Porsche 956 March 85G Alba AR6 |     | DNF | 8   | 22  |     |     | DNF | 8   |     |     |     |
| 1988   | Spice Engineering                    | Spice SE88C                             | JER | JAR | MON | SIL | LEM | BRÜ | BRH | NÜR | SPA | FUJ | SAN |
| 1988   | Spice Engineering                    | Spice SE88C                             | DNF | 11  | 10  | 6   | DNF | 8   | 5   | 13  | 5   |     |     |
| 1989   | France Prototeam                     | Spice SE88C                             | SUZ | DIJ | JAR | BRH | NÜR | DON | SPA | MEX |     |     |     |
| 1989   | France Prototeam                     | Spice SE88C                             | DNF | 5   |     | 19  |     |     |     |     |     |     |     |
| 1990   | Konrad Motorsport                    | Porsche 962C                            | SUZ | MON | SIL | SPA | DIJ | NÜR | DON | MOT | MEX |     |     |
| 1990   | Konrad Motorsport                    | Porsche 962C                            | DNF |     |     |     |     |     |     |     |     |     |     |
| 1991   | Veneto Equipe                        | Lancia LC2                              | SUZ | MON | SIL | LEM | NÜR | MAG | MEX | AUT |     |     |     |
| 1991   | Veneto Equipe                        | Lancia LC2                              |     |     |     | DNF | DNF |     |     |     |     |     |     |
| 1992   | G.S.R. GmbH Kremer Racing            | Gebhardt C91 Porsche 962C               | MON | SIL | LEM | DON | SUZ | MAG |     |     |     |     |     |
| 1992   | G.S.R. GmbH Kremer Racing            | Gebhardt C91 Porsche 962C               | DNF | DNF | 11  |     |     |     |     |     |     |     |     |